# Las cuatro bodas de Marisol
Las cuatro bodas de Marisol és una pel·lícula protagonitzada per l'actriu i cantant Marisol al costat del cantant i actor Jean-Claude Pascal. És la quarta de les sis pel·lícules en les quals Marisol va compartir cartell amb Isabel Garcés. A més, és la primera vegada en la qual sentim a Marisol cantar i parlar amb la seva veu adulta, si bé Marisol en l'època continuava sent menor d'edat (llavors tenia 20 anys, i la majoria d'edat s'aconseguia els 21)..

## Argument
Marisol és una actriu de cinema que manté un festeig amb Frank Moore (Jean-Claude Pascal), el director de la pel·lícula que està rodant. La relació entre els nuvis va vent en popa i decideixen contreure matrimoni. No obstant això, Marisol està recelosa que Frank, compinchado amb el productor, Gordon, només vulgui casar-se per a donar publicitat a la pel·lícula. Per això, decideix tramar un pla: crida a tres antics pretendents i els fa acudir a les noces. Els tres, davant tots els mitjans que la televisen, exigeixen que se suspengui la cerimònia, ja que Marisol ja ha donat paraula de matrimoni als tres.
Marisol, poc després, compte les tres històries a Frank, totes elles protagonitzades per ella, la seva mare (Isabel Garcés) i cadascun dels pretendents. En la primera, el pretendent és Martin (Axel Darna), un cantant anglès que la coneix mentre ella s'escapa d'un internat a Londres. En la segona, el pretendent és Rafael (Emilio Gutiérrez Caba), un maletilla que ella troba en el mas on està vivint. Decideix amadrinarle i organitza una correguda per a ell i fer-li famós.
En la tercera i última, el pretendent és el doctor Pierre Durán (Daniel Martín) un metge que treballa en la selva africana, al qual coneix quan Marisol, que està rodant la seva primera pel·lícula amb Gordon, interpretant a una monja, es fa passar per monja autèntica perquè l'assessora de l'equip de rodatge, que havia d'anar-se amb el doctor, pugui veure als seus pares. Marisol conta totes aquestes històries a Frank, però la seva reacció no serà la que Marisol espera...

## Temes musicals
- La boda
- Johnny
- La tarara
- Belén Belén (a dúo con Peret)
- La boda (reprise)

Tots els temes estan composts per Fernando Arbex i Adolfo Waitzman, excepte Belén Belén, composta per Peret, i La tarara, cançó popular arreglada per Alfonso Sainz.